# Brian Chesky

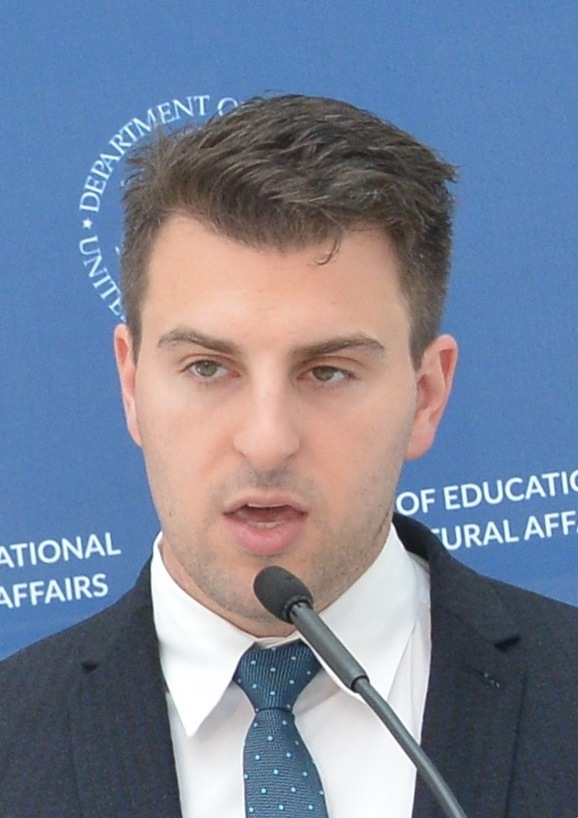
Brian Chesky (2016)

Brian Chesky (* 29. August 1981) ist ein US-amerikanischer Unternehmer. Er ist Co-Gründer und CEO der Firma Airbnb und wurde von Time in die Liste der „100 Most Influential People of 2015“ gewählt.

## Werdegang
Brian Chesky ist in Niskayuna, New York, aufgewachsen. Seine Eltern waren beide Sozialarbeiter. Bereits früh interessierte er sich für Kunst und Design. 1999 begann er schließlich ein Studium an der Rhode Island School of Design (RISD). Er machte seinen Abschluss 2004 mit einem Bachelor in Industrial Design. Während seiner Zeit am RISD lernte er Joe Gebbia kennen, mit dem er zusammen später Airbnb gründete.

## Karriere
Nach dem Studium arbeitete Chesky 2 Jahre als Produktdesigner bei 3DID, Inc. in Los Angeles. Im Juni 2007 überzeugte Joe Gebbia ihn nach San Francisco zu ziehen. Die beiden teilten sich eine Wohnung. Im Oktober 2007 veranstaltete die Industrial Designers Society of America eine Konferenz in San Francisco und die Hotelzimmer waren praktisch alle ausgebucht. Da die beiden Mühe hatten ihre Miete zu bezahlen, entschieden sie sich, ihre Wohnung für Gäste der Konferenz zu untervermieten. Sie stellten drei Luftmatratzen ins Wohnzimmer und vermarkteten ihre Idee als „Airbed and Breakfast“.
Im Februar 2008, stieß der Ingenieur Nathan Blecharczyk, ein vormaliger Mitbewohner von Gebbia, als dritter Co-Gründer von Airbnb dazu. Das Trio wurde schließlich in das Startup-Inkubationsprogramm von Y Combinator aufgenommen und erhielt im Januar 2009 eine Anschubfinanzierung von 20'000 US-Dollar.
Nach einem Vandalismus-Zwischenfall in San Francisco verkündete Chesky 2011 im Namen des Unternehmens die Einrichtung einer 24-Stunden-Hotline sowie einer 50'000 US-Dollar-Gastgebergarantie. Diese wurde später auf 1 Million US-Dollar erhöht. 2015 gab Chesky bekannt, dass Airbnb ein offizieller Sponsor und Partner der Olympischen Sommerspiele 2016 in Rio de Janeiro ist. Er gab ebenfalls bekannt, dass zwei Jahre zuvor, während der Fußball-Weltmeisterschaft 2014 in Brasilien, mehr als 120'000 Menschen in Airbnb-Unterkünften übernachteten.

## Vermögen
Brian Chesky ist Milliardär und gehört zu den reichsten US-Amerikanern. Mit einem Vermögen von 1,9 Milliarden US-Dollar belegte er Platz 1006 auf der Forbes-Liste 2015 der reichsten Menschen der Welt. Im Juni 2016 wurde bekannt gegeben, dass Chesky, zusammen mit den beiden anderen Co-Gründern von Airbnb, der Giving Pledge beitritt und sich somit verpflichtete mehr als 50 % seines Vermögens gemeinnützigen Zwecken zu spenden. Zu diesem Zeitpunkt wurde sein Vermögen auf 3,3 Milliarden US-Dollar geschätzt. Im April 2022 lag sein Vermögen laut Forbes bei 11,5 Milliarden US-Dollar.

## Anerkennung
2010 wurde Chesky zusammen mit seinen Co-Gründern vom Wirtschaftsmagazin Inc. in die Liste 30 under 30 gewählt. 2014 teilte sich Chesky zusammen mit Travis Kalanick, dem CEO und Co-Gründer von Uber, Platz 1 in Fortune's Liste 40 under 40. 2015 kam Chesky zusammen mit seinen Co-Gründern und einem Vermögen von 3,3 Milliarden US-Dollar auf Platz 7 von Forbes’ Liste von America's Richest Entrepreneurs Under 40. Er wurde außerdem von Time in der Liste der 100 Most Influential People for 2015 aufgeführt. Im Mai 2015, benannte Präsident Obama Chesky als einen Ambassador of Global Entrepreneurship.